# マンガルール
マンガルール（トゥル語:ಕುಡ್ಲ, Kudla; カンナダ語:ಮಂಗಳೂರು, Mangalūru）、旧称マンガロール（英語:Mangalore）とは、インド・カルナータカ州にある港湾都市である。東は西ガーツ山脈が迫り、西はアラビア海に面している。16世紀にポルトガルが占領し、積出し港として発展した。インドにおけるキリスト教の中心地。

## 由来
マンガルールの名前は、地元で信仰を集めているヒンドゥー教の女神マンガラデーヴィーからきており、同名の寺院マンガラデーヴィー寺院もある。

## 歴史
イブン・バットゥータも訪れるなど重要な港湾であったため古来、多くの王朝が覇を競ったが、1763年にマイソール王国のハイダル・アリーがケラディ・ナーヤカ朝を滅ぼした際、マンガロールの支配も同国に移った。
マンガルールはその後、マイソール王国の外港として使用されたが、1767年にはイギリスの支配下となった。
しかし、1783年にはハイダル・アリーの息子ティプー・スルターンが第二次マイソール戦争でこの地を奪い、再び外港として使用されることとなった。
1792年にイギリスが第三次マイソール戦争でティプー・スルターンを破り、シュリーランガパトナ条約でこの地を割譲させると、1947年のインド独立までイギリス領マドラス管区に属することとなった。
独立後は国道17号線や鉄道も整備され、海上のみならず陸上交通の要所ともなっている。

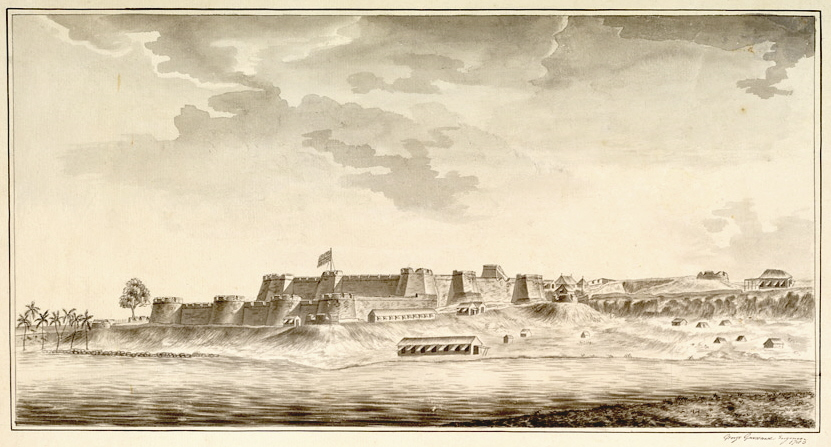
マンガロール城

## 住民
カンナダ語州であるカルナータカ州に属するが、住民はトゥル語を話し、トゥル語話者の中心的な都市となっている。

## 名物
魚料理が有名である。

## ギャラリー

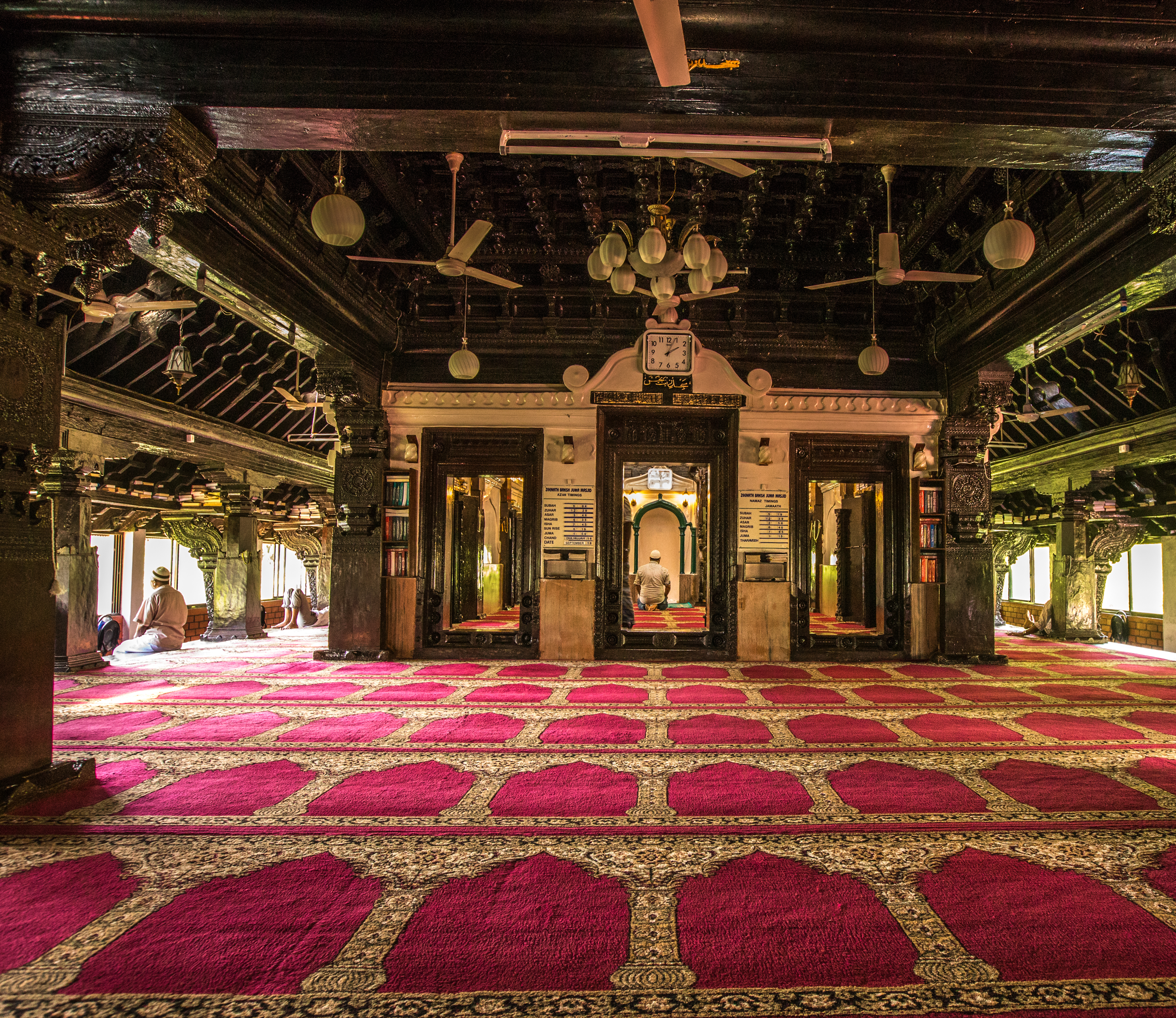
マスジド・ジーナス・バクシュ・モスクの礼拝室
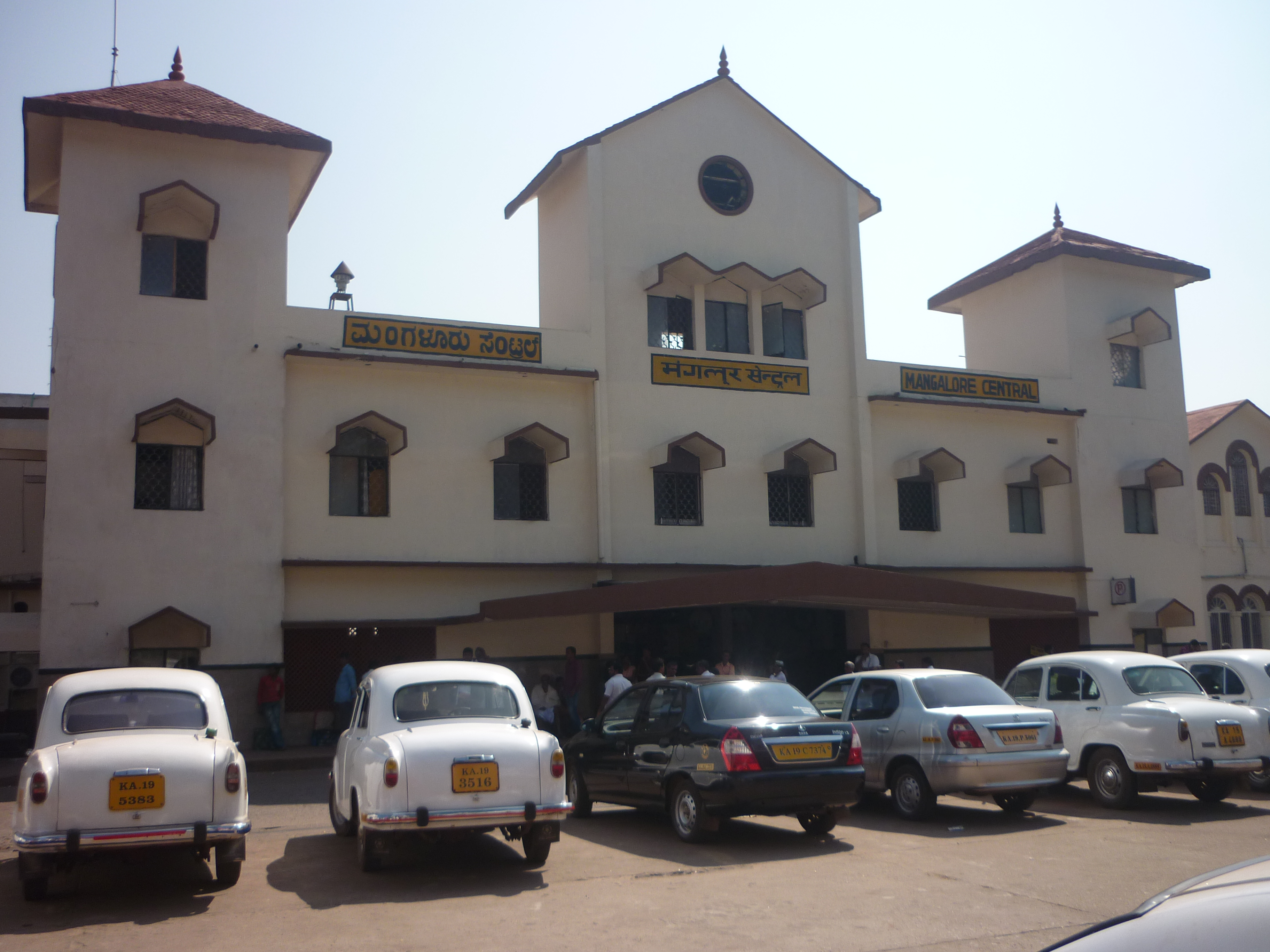
中央駅